# San Salvatore Telesino
San Salvatore Telesino é uma comuna italiana da região da Campania, província de Benevento, com cerca de 3.695 habitantes. Estende-se por uma área de 18 km², tendo uma densidade populacional de 205 hab/km². Faz fronteira com Amorosi, Castelvenere, Faicchio, Puglianello, San Lorenzello, Telese Terme.

## Demografia
| Variação demográfica do município entre 1861 e 2011                               |
|                                                                                   |
| Fonte: Istituto Nazionale di Statistica (ISTAT) - Elaboração gráfica da Wikipedia |